# وفاة ديل إيرنهاردت
في ظهر يوم 18 فبراير 2001، قُتل سائق سيارات السباق الأمريكي ومالك الفريق ديل إيرنهاردت على الفور في حادث تصادم في اللفة الأخيرة في دايتونا 500، حيث اصطدم بجدار حاجز بعد الاتصال مع ستيرلنج مارلين وكين شريدر.
أعلنت وفاة إيرنهاردت رسميًا في مركز هاليفاكس الطبي القريب الساعة 5:16 مساءً بتوقيت شرق الولايات المتحدة (22:16 بالتوقيت العالمي المنسق). في وقت وقوع الحادث، كان يبلغ من العمر 49 عامًا. أقيمت جنازته بعد أربعة أيام في كنيسة الجلجثة في شارلوت بولاية نورث كارولينا. كان إيرنهاردت رابع سائق لطراز ناسكار يُقتل بسبب كسر في الجمجمة خلال ثمانية أشهر، بعد آدم بيتي في مايو 2000، وكيني إروين جونيور في يوليو 2000، وتوني روبر في أكتوبر 2000. شوهدت وفاة إيرنهاردت في بث تلفزيوني مباشر مع أكثر من 17 مليون مشاهد، أعلن عنها على نطاق واسع وأسفرت عن تحسينات مختلفة للسلامة في سباقات سيارات ناسكار.
بعد وفاة إيرنهاردت، بدأت ناسكار تركيزًا مكثفًا على السلامة –فرض استخدام قيود الرأس والرقبة، وتركيب حواجز سافير على المسارات البيضاوية، ووضع قواعد تفتيش صارمة جديدة للمقاعد وأحزمة المقاعد  وتطوير سقف نظام الهروب من الفتحة وهيكل سيارة الغد– ما أدى في النهاية إلى تطوير سيارة سباق من الجيل التالي مبنية مع مراعاة سلامة السائق الإضافية. منذ وفاة إيرنهاردت، لم يمت أي سائق في أثناء المنافسة في سباق من سلاسل ناسكار الرئيسية الثلاث.

## ظروف وفاة إيرنهاردت

### قواعد المنافسة
توفي إيرنهاردت في أثناء تنافسه في سباق دايتونا 500 لعام 2001، وهو سباق سيارات معتمد من ناسكار في دايتونا إنترناشونال سبيدواي. تطلبت عقوبات ناسكار استخدام لوحة تقييد المكربن للسباقات التي تقام في هذا المسار بالإضافة إلى Talladega Superspeedway. في عام 2000، قبل عام من وفاة إيرنهاردت، وضعت ناسكار قيودًا إضافية على النوابض المستخدمة في السيارات، ما تسبب في شكوى إيرنهاردت لوسائل الإعلام: «لقد قضت هذه [القواعد] على سباقات كأس ناسكار ونستون وجعلتها من أعنف السباقات. لقد أخرجوا السباق من أيدي السائقين والفرق. لا يمكننا تكييف سياراتنا وجعلها تسير كما نريد. لقد قتلوا للتو السباق في دايتونا. هذه مزحة أن تضطر إلى التسابق بهذه الطريقة».
ردًا على انتقادات مثل Earnhardt's، طورت ناسكار حزمة ديناميكية هوائية جديدة للسيارات المتنافسة في سباقات سلاسل كأس وينستون في دايتونا وتالاديجا. في التشغيل الأولي لهذه الحزمة الأيروديناميكية في تالاديجا، اجتاز إيرنهاردت 17 سيارة في أربع لفات للفوز بسباق تالاديجا في خريف عام 2000 والذي أثبت أنه فوزه الـ 76 والأخير في مسيرته. كان سباق دايتونا 500 لعام 2001 أول سباق يمتد لمسافة 500 ميل (800 كم) على الحلبة مع هذه الحزمة، والتي جرى تصميمها لإبقاء السيارات قريبة من بعضها البعض وللسماح بالمرور المتكرر بسرعة عالية.

### أحداث ما قبل السباق
في الأسابيع التي سبقت دايتونا 500، اختار إيرنهاردت عدم حضور الحدث السنوي للمعاينة الإعلامية والمعجبين، ما أثار انتقادات صريحة من زميله السائق جيمي سبنسر. في 3 و4 فبراير 2001، وهي المرة الأولى في مسيرته المهنية، شارك إيرنهاردت في سباق رولكس 24 للتحمل في دايتونا، الحدث الذي ينطلق من سبيدويكس على الحلبة. احتل إيرنهاردت وزملاؤه ديل إيرنهاردت جونيور (ابن إيرنهاردت) وآندي بيلجريم وكيلي كولينز المركز الرابع في الترتيب العام والثاني في الفصل.
في نهاية المطاف، كانت سبيدويكس 2001 المرة الأولى منذ سنوات عديدة يفشل فيها إيرنهاردت في الفوز بسباق واحد. في تبادل لإطلاق النار بدويايزر، احتل إيرنهارد المركز الثاني بعد توني ستيوارت. كما حرم إيرنهاردت من الفوز في سباق تصفيات جاتوريد توين 125. فاز إيرنهاردت بكل حدث توين 125 شارك فيه خلال التسعينيات، وكان على وشك الفوز مرة أخرى في عام 2001 عندما نجح ستيرلنج مارلين في تمريرة في اللفة الأخيرة، ما أدى إلى انتصاره على إيرنهاردت.